# Mateja Nenadović
 (septembre 2022).
Si vous disposez d'ouvrages ou d'articles de référence ou si vous connaissez des sites web de qualité traitant du thème abordé ici, merci de compléter l'article en donnant les références utiles à sa vérifiabilité et en les liant à la section « Notes et références ».
Mateja Nenadović (en serbe en écriture cyrillique : Матеја Ненадовић ; né à Brankovina en 1777 et mort à Valjevo en 1854) est une personnalité politique serbe. Également prêtre (prota), il est également connu sous le nom de Prota Mateja Nenadović (Прота Матеја Ненадовић). Il joue un rôle important dans le premier soulèvement serbe contre les Ottomans.

## Biographie
Mateja Nenadović est le fils d’Aleksa Nenadović, prince (knez) du district de Valjevo.
En février 1804, sentant la révolte gronder en Serbie, les janissaires du pachalik de Belgrade (les « dahias ») voulurent intimider le pays en assassinant ses chefs : c'est le Massacre des princes (en) (seča knezova). Aleksa Nenadović en est une des premières victimes. Contrairement au résultat escompté, le massacre donne le signal du premier soulèvement serbe.
En 1804, Prota Mateja devient un des chefs des insurgés du district de Valjevo. Mais dès 1805, Karageorges, le principal artisan de la révolte, lui confie des missions diplomatiques à Saint-Pétersbourg, Vienne, Bucarest ou Istanbul. Pendant ce soulèvement, d'août 1805 à janvier 1807, Nenadović est aussi premier président du Conseil de gouvernement, organe nouvellement créé en soutien au soulèvement. Il y rédige le code pénal de la Serbie. Durant son mandat, il multiplie les missions diplomatiques afin de chercher des armes et de la nourriture ou solliciter de l'aide d'autres États. Avec les Turcs, il s'avère être un sage négociateur.
En 1813, la révolte est écrasée par les Turcs. Le nouveau chef de la Serbie, Miloš Obrenović, fait de Prota Mateja le représentant de la principauté de Serbie au congrès de Vienne (1814-1815). Il y plaide la cause des Serbes et y rencontre souvent Lord Castlereagh ; pour la première fois un homme d’État britannique entendit parler des intérêts nationaux de la Serbie.
Mateja Nenadović laisse des Mémoires, publiés pour la première fois en 1867, qui constituent un précieux document pour la connaissance du Premier et du second soulèvement serbe contre les Ottomans.
Nenadović meurt en 1854 dans les terres qui l'ont vu naître et pour lesquelles il s'est battu toute sa vie.